# Agatha All Along (televisieserie)
Agatha All Along is een Amerikaanse superheldenserie ontwikkeld door Jac Schaeffer voor de streamingdienst Disney+, gebaseerd op het Marvel Comics-personage Agatha Harkness. De serie is onderdeel van het Marvel Cinematic Universe en is een spin-off van de serie WandaVision uit 2021.
De serie ging op 18 september 2024 van start met twee afleveringen op Disney+.

## Verhaal
De serie volgt Agatha Harkness, die na de ontwikkeling in de serie WandaVision, inmiddels al drie jaar gevangen zit in de stad Westview onder de spreuk van Wanda Maximoff. Als Agatha eindelijk de spreuk weet te verbreken met behulp van "Teen" is ze vrij, maar komt ze er ook meteen achter dat Wanda haar magische krachten had afgenomen. 
Hierop besluit Agatha samen met "Teen" een groep heksen bij elkaar te brengen om samen de Witches'Road te belopen. Degene die de einde van de route weet te behalen krijgt zijn grootste wens in vervulling. De route is echter geen makkelijke weg en brengt diverse beproevingen met zich mee.

## Rolverdeling
| Acteur / Actrice      | Personage                                         | Notitie | Seizoen     |
| Acteur / Actrice      | Personage                                         | Notitie | 1           |
| --------------------- | ------------------------------------------------- | --- | ----------- |
| Kathryn Hahn          | Agatha Harkness                                   | Een heks uit Salem in Massachusetts die werd beschuldigd van het gebruiken van zwarte magie door haar eigen "Coven". Driehonderd jaar later werd ze na een strijd voor de chaosmagie voor drie jaar opgesloten in WestView in de rol van "Agnes O'Connor". Haar krachten zijn ontnomen door Wanda Maximoff in WestView. Agatha Harkness verscheen eerder in de televisieserie WandaVision. | Hoofdrol    |
| Joe Locke             | William "Billy" Kaplan-Maximoff / Wiccan / "Teen" | De gereïncarneerde jongste zoon van Wanda Maximoff / Scarlet Witch die meewerkte met Agatha Harkness. Hij is een jonge beoefenaar van hekserij, kan gedachtes lezen en heeft astrale projectie. De ziel van Billy Maximoff verplaatste zich naar het lichaam van de door een auto-ongeluk overleden Billy Kaplan. Kaplan was een 13-jarige, joodse inwoner van EastView. Billy werd eerder gespeeld door Julian Hilliard in de televisieserie WandaVision en de film Doctor Strange in the Multiverse of Madness. | Hoofdrol    |
| Sasheer Zamata        | Jennifer Kale                                     | Een voormalige tovenares, schoonheidsspecialist, social media influencer en winkeleigenaar. | Hoofdrol    |
| Ali Ahn               | Alice Wu-Gulliver                                 | Een heks die is gespecialiseerd in bescherming. | Hoofdrol    |
| Patti LuPone          | Lilia Calderu                                     | Een Siciliaanse heks die is gespecialiseerd in waarzeggerij. | Hoofdrol    |
| Debra Jo Rupp         | Sharon Davis                                      | Een inwoner van Westview die eerder de rol speelde van "Mrs. Hart" in Wanda Maximoff's sitcoms. Ze is de buurvrouw van Agatha Harkness. Sharon Davis verscheen eerder in de televisieserie WandaVision. | Hoofdrol    |
| Aubrey Plaza          | Death / Rio Vidal / Green Witch                   | Een kosmische entiteit, de belichaming van dood, verval en het einde van alle levende wezens die bekend staat als de Dood. Het alter-ego van Death is, Rio Vidal, de eerste Green Witch. Vidal is een oude vijand en liefdespartner van Agatha Harkness. | Hoofdrol    |
| David Payton          | John Collins                                      | Een inwoner van Westview die eerder de rol speelde van "Herbert "Herb" Feltman" in Wanda Maximoff's sitcoms. Hij is de buurman van Agatha Harkness. In Agatha's hallucinaties is hij een detective in WestView. John Collins verscheen eerder in de televisieserie WandaVision. | Terugkerend |
| Okwui Okpokwasili     | Vertigo                                           | Een heks en lid van de Salem Seven. | Terugkerend |
| Chau Naumova          | Coyote                                            | Een heks en een lid van de Salem Seven. | Terugkerend |
| Bethany Curry         | Crow                                              | Een heks en een lid van de Salem Seven. | Terugkerend |
| Athena Perample       | Fox                                               | Een heks en een lid van de Salem Seven. | Terugkerend |
| Alicia Vela-Bailey    | Owl                                               | Een heks en een lid van de Salem Seven. | Terugkerend |
| Britta Grant          | Rat                                               | Een heks en een lid van de Salem Seven. | Terugkerend |
| Marina Mazepa         | Snake                                             | Een heks en een lid van de Salem Seven. | Terugkerend |
| Maria Dizzia          | Rebecca Kaplan                                    | De moeder van William "Bily" Kaplan. | Terugkerend |
| Paul Adelstein        | Jeff Kaplan                                       | De vader van William "Billy" Kaplan. | Terugkerend |
| David Lengel          | Harold Proctor                                    | Een inwoner van Westview die eerder de rol speelde van "Phil Jones" in Wanda Maximoff's sitcoms. Hij is tevens een pianoleraar in WestView en de man van Dottie Jones. In Agatha's hallucinaties is hij de commissaris van de politie van WestView. Harold Proctor verscheen eerder in de televisieserie WandaVision. | Terugkerend |
| Asif Ali              | Abilash Tandon                                    | Een inwoner van Westview die eerder de rol speelde van "Norm Gentilucci" in Wanda Maximoff's sitcoms. In Agatha's hallucinaties is hij een handelaar in een tweedehandswinkel. Abilash Tandon verscheen eerder in de televisieserie WandaVision. | Terugkerend |
| Chloe Camp            | Jonge Lilia Calderu                               | Een jongere Lilia Calderu in terugblikken. | Terugkerend |
| Laura Boccaletti      | Lilia's Maestra                                   | De oudere leraar van Lilia Calderu. | Terugkerend |
| Evan Peters           | Ralph Bohner                                      | Een acteur, Reddit gebruiker, en voormalig inwoner van WestView die zich door middel van Agatha's magie voordeed als Wanda's oudere tweelingbroer, Pietro Maximoff, met bovenmenselijke snelheid in Wanda Maximoff's sitcoms. Evan Peters speelde eerder de rol van Quicksilver in de X-Men franchise films: X-Men: Days of Future Past, X-Men: Apocalypse, Deadpool 2 en X-Men: Dark Phoenix waarin hij Peter Maximoff werd genoemd. Ralph Bohner verscheen eerder in de televisieserie WandaVision.             | Bijrol      |
| Miles Gutierrez-Riley | Eddie                                             | De vriend van William "Billy" Kaplan. | Bijrol      |
| Emma Caulfield        | Sarah Proctor                                     | Een inwoner van Westview die eerder de rol speelde van "Dottie Jones" in Wanda Maximoff's sitcoms. Ze is tevens de vrouw van Harold Proctor. In Agatha's hallucinaties is ze de bibliothecaresse van WestView. Sarah Proctor verscheen eerder in de televisieserie WandaVision. | Gastrol     |
| Amos Glick            | Pizzabezorger                                     | Een pizzabezorger in Westview die eerder de rol speelde van "Dennis Webber", de postbezorger van WestView, in Wanda Maximoff's sitcoms. In Agatha's hallucinaties is hij een mysterieuze man in de bibliotheek. De pizzabezorger verscheen eerder in de televisieserie WandaVision. | Gastrol     |
| Brian Brightman       | Sheriff Miller                                    | De sheriff van WestView. Sheriff Miller verscheen eerder in de televisieserie WandaVision. | Gastrol     |
| Elizabeth Anweis      | Lorna Wu                                          | De moeder van Alice Wu-Gulliver. | Gastrol     |
| Jade Quon             | The Demon                                         | Een demon die de familie van Alice Wu-Gulliver teistert. | Gastrol     |
| Kate Forbess          | Evanora Harkness                                  | De moeder van Agatha en hoofd van de heksenring waar ze allebei in zaten. Verschijnt als een geest. Evonara Harkness verscheen eerder in een terugblik en een nachtmerrie in de televisieserie WandaVision. | Gastrol     |
| Abel Lysenko          | Nicholas Scratch                                  | De overleden zoon van Agatha Harkness. | Gastrol     |

## Afleveringen
| Nr. | Titel                                          | Regisseur       | Schrijver(s)                 | Releasedatum      |
| --- | ---------------------------------------------- | --------------- | ---------------------------- | ----------------- |
| 1   | Seekest Thou the Road                          | Jac Schaeffer   | Jac Schaeffer                | 18 september 2024 |
| 2   | Circle Sewn with Fate / Unlock Thy Hidden Gate | Jac Schaeffer   | Laura Donney                 | 18 september 2024 |
| 3   | Through Many Miles / Of Tricks and Trials      | Rachel Goldberg | Cameron Squires              | 25 september 2024 |
| 4   | If I Can't Reach You / Let My Song Teach You   | Rachel Goldberg | Giovanna Sarquis             | 2 oktober 2024    |
| 5   | Darkest Hour / Wake Thy Power                  | Rachel Goldberg | Laura Monti                  | 9 oktober 2024    |
| 6   | Familiar by Thy Side                           | Gandja Monteiro | Jason Rostovsky              | 16 oktober 2024   |
| 7   | Death's Hand in Mine                           | Jac Schaeffer   | Gia King & Cameron Squires   | 23 oktober 2024   |
| 8   | Follow Me My Friend / To Glory at the End      | Gandja Monteiro | Peter Cameron                | 30 oktober 2024   |
| 9   | Maiden Mother Crone                            | Gandja Monteiro | Jac Schaeffer & Laura Donney | 30 oktober 2024   |

## Achtergrond

### Ontstaan
Tijdens het D23 Expo in augustus 2019 werd Kathryn Hahn aangekondigd in de rol van Agnes, een nieuwsgierige buurvrouw van Wanda Maximoff, in de Marvel Studios-serie WandaVision. In de zevende aflevering van de serie werd bekend dat Hahn haar personage eigenlijk Agatha Harkness is, een krachtige heks vanuit Marvel Comics. In mei 2021 tekende Jac Schaeffer, hoofdschrijver van WandaVision een driejarige televisieovereenkomst met Marvel Studios en 20th Television om aanvullende projecten voor streamingdienst Disney+ te ontwikkelen.
In pitches voor verschillende nieuwe projecten waarin andere personages centraal stonden, bleef Schaeffer suggereren dat Agatha deel zou moeten uitmaken van die series. Dit leidde ertoe dat zij en Kevin Feige, president van Marvel Studios, een serie wilde ontwikkelen waarin dat personage centraal stond. In oktober 2021 werd bekend dat de serie in vroege stadium van ontwikkeling was met Schaeffer als hoofdschrijver en uitvoerende producent. Een maand later, in november 2021 tijdens het Disney+ Day event, werd de serie officieel aangekondigd.

### Productie
In november 2022 werd Schaeffer tevens onthuld als een van de regisseuses van de serie. In december 2022 werd Gandja Monteiro aan het regisseursteam toegevoegd en in januari 2023 volgde Rachel Goldberg. Waarbij ze ieder drie afleveringen van de serie regisseren. De opnames van de serie gingen op 17 januari 2023 van start in Trilith Studios in Atlanta, Georgia en duurde tot en met 28 mei datzelfde jaar. Een jaar later, in januari 2024, vonden meerdere dagen aan extra aanvullende opnames plaats.

### Titelwijzigingen
De serie werd in november 2021 eerst aangekondigd onder de titel Agatha: House of Harkness maar kreeg in juli 2022 te maken met de eerste titelwijziging toen het hernoemd werd naar Agatha: Coven of Chaos. Ruim een jaar later, in september 2023, kreeg de serie nogmaals te maken met een titelwijziging, ditmaal kreeg de serie de titel Agatha: Darkhold Diaries. Op 13 mei 2024 plaatste Marvel Studios op Twitter een nieuw logo van de serie, ditmaal met de titel Agatha: The Lying Witch with Great Wardrobe dat verwees naar C.S. Lewis boek The Lion, the Witch and the Wardrobe. Een dag later, op 14 mei 2024, werd tijdens een Disney presentatie de officiële titel Agatha All Along bekend gemaakt. Hierbij kwam een videoclip naar buiten waarin de verschillende titels aan bod kwamen, de videoclip liet suggereren alsof hoofdrolspeelster Agatha zelf bezig was met het wijzigen van de titels om de Marvel fans in de maling te nemen.

### Release en ontvangst
Agatha All Along ging vervolgens op 18 september 2024 met twee afleveringen in première op streamingdienst Disney+. Na deze start volgen de overige afleveringen wekelijks en wordt de serie weer met twee afleveringen afgesloten op 30 oktober 2024. De serie werd door de recensenten positief ontvangen. Op Rotten Tomatoes heeft het eerste seizoen van de serie een score van 83% op basis van 209 beoordelingen. Metacritic gaf het eerste seizoen een score van 66/100, gebaseerd op 32 beoordelingen.
De serie werd in zijn eerste week door ruim 9,3 miljoen mensen bekeken.